# Futbol'nyj Klub Tobol Kurgan
Il Tobol Kurgan, ufficialmente Futbol'nyj Klub Tobol Kurgan, (in russo Футбольный клуб Тобол Курган?) è una società di calcio con sede nella città di Kurgan, in Russia.

## Storia
Fondato nel 1960, in epoca sovietica ha giocato in seconda serie tra il 1960 e il 1962. Da allora ha giocato quasi sempre in terza serie, tranne che tra il 1975 e il 1985, quando disputo campionati statali, e negli anni 1970, 1990 e 1991, quando giocò in quarta serie. nel 1965 riuscì a disputare i gironi per la promozione in seconda serie, ma fu eliminato nel girone di semifinale.
In epoca russa, giocò tra i professionisti tra il 1992 e il 2005, anno in cui retrocesse tra i dilettanti. Giocò sempre in terza serie, tranne nel 1994, stagione in cui, da neo retrocessa, vinse la Tret'ja Liga (quarto livello del campionato russo di calcio), ottenendo una immediata risalita. L'unica stagione tra i dilettanti fu quella del 2002, quando, dopo la retrocessione del 2001, riuscì ad ottenere l'immediato ritorno tra i professionisti.
Il club ha cambiato più volte nome: alla fondazione si chiamava  Stroitel', ma già nel 1965 fu rinominato Trud; due anni più tardi cambiò nome in Zauralec, denominazione che mantenne fino al 1986 quando fu noto come Torpedo. Nel 1990 cambiò nome in Zaural'e, mentre l'anno successivo si chiamò Sibir'; nel 1999 fu noto semplicemente come FK Kurgan, ma già l'anno seguente cambiò nome in Spartak. Dal 2002 è noto come Tobol.

## Palmarès
- Tret'ja Liga: 1

1994 (Girone 6)

## Statistiche e record

### Partecipazione ai campionati

#### Unione Sovietica
| Livello | Categoria            | Partecipazioni | Debutto | Ultima stagione | Totale |
| ------- | -------------------- | -------------- | ------- | --------------- | ------ |
| 2º      | Klass B              | 3              | 1960    | 1962            | 3      |
| 3º      | Klass B              | 7              | 1963    | 1969            | 15     |
| 3º      | Vtoraja Liga         | 8              | 1971    | 1989            | 15     |
| 4º      | Klass B              | 1              | 1970    | 1970            | 3      |
| 4º      | Vtoraja Nizšaja Liga | 2              | 1990    | 1991            | 3      |

#### Russia
| Livello | Categoria       | Partecipazioni | Debutto | Ultima stagione | Totale |
| ------- | --------------- | -------------- | ------- | --------------- | ------ |
| 3º      | Vtoraja liga    | 6              | 1992    | 1997            | 13     |
| 3º      | Vtoroj divizion | 7              | 1998    | 2005            | 13     |
| 4º      | Tret'ja Liga    | 1              | 1994    | 1994            | 1      |